# Liste antiker Ortsnamen und geographischer Bezeichnungen/Kl
| Lateinischer Name | Griechischer Name | Beschreibung     | Heute | Quellen und Verweise | Lage |
| ----------------- | ----------------- | ---------------- | ----- | -------------------- | ---- |
| Klazomenai        |                   | siehe Clazomenae |       |                      |      |